# 結果論證
结果论证（英語：Consequence argument）是彼得·范因瓦根提出反对相容論的論證。该论證称，如果能動性无法控制过去，那么能動性就无法控制未來。 
 

《斯坦福哲学百科全书》以三段论的形式给出了以下论点： 

1. 没有人有权控制过去的事情和自然法则。
2. 过去的事件和自然法则牵涉到未来的所有事情（即決定性是正确的）
3. 因此，没有人可以掌控未来。

 在范·因瓦根的《自由意志论》中有這樣的描述 ：  
 如果決定論是正确的，那么我们的行为就是远古时代自然规律和事件规律的结果。但这不是我们自己决定的，我们出生之前发生的事情也不是我们決定的，自然规律也不取决于我们。 因此，这些事情的未來（包括我们目前的作为）並不取决于我们（第56页）。 

## 參看
- 哲學
- 形而上學
- 決定論
- 相容論
- 能動性